# Sint-Lambertuskerk (Walshoutem)

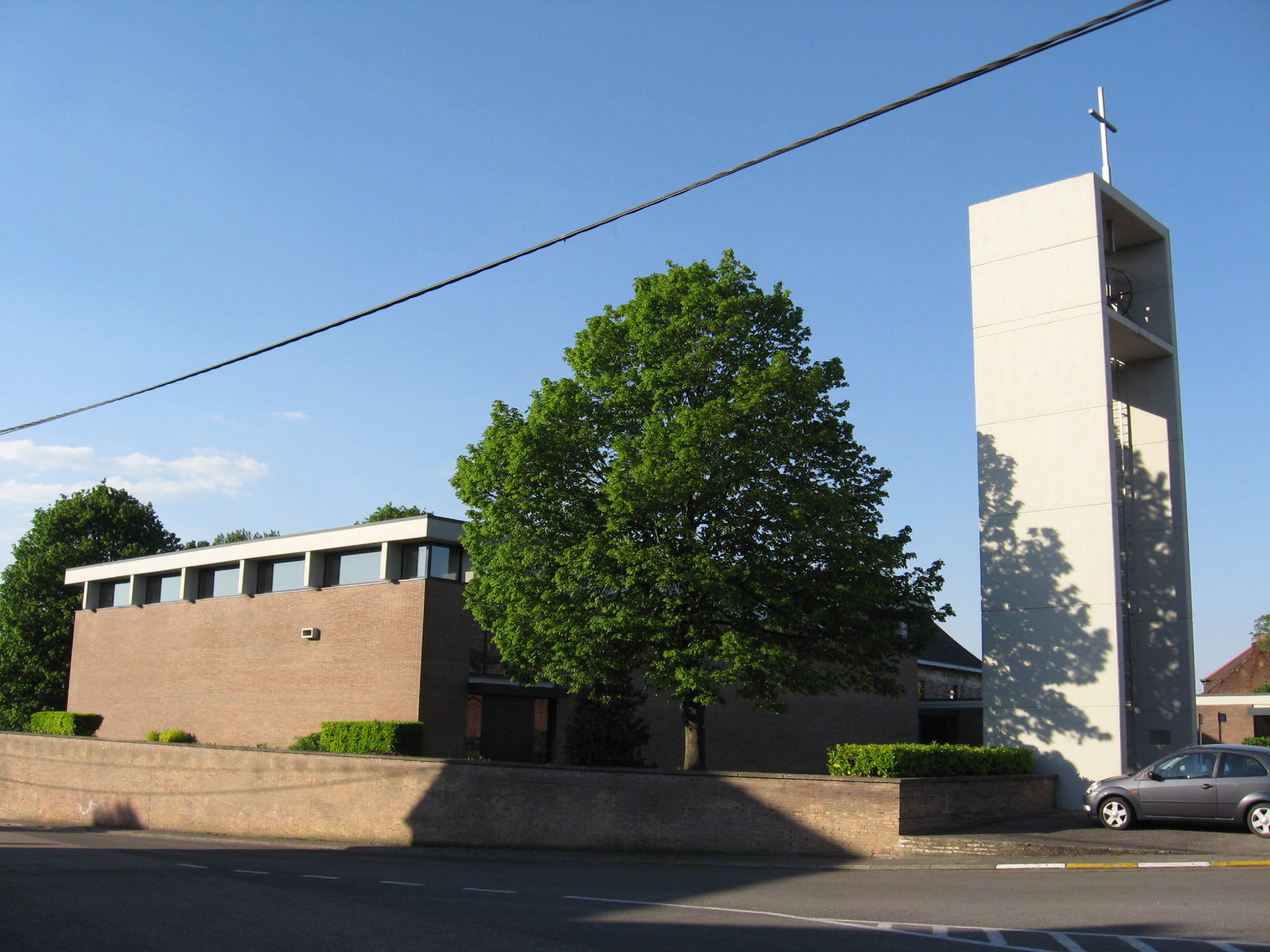
Sint-Lambertuskerk

De Sint-Lambertuskerk is de parochiekerk van de tot de Vlaams-Brabantse gemeente Landen behorende plaats Walshoutem, gelegen aan de Sint-Lambertusstraat 60.

## Geschiedenis
In 1770 werd hier een classicistisch kerkje gebouwd dat in 1966 wegens bouwvalligheid afgebroken werd en vervangen door een kerk in de stijl van het naoorlogs modernisme die in 1967 werd gebouwd naar ontwerp van Adolf Nivelle en Natalie Huyghe.

## Gebouw
Het betreft een doosvormig kerkgebouw in baksteen en beton dat door een gang verbonden is met een vleugel die de sacristie en de dagkapel omvat. De kerk heeft een losstaande open klokkentoren, uitgevoerd in beton.
Uit de oude kerk zijn een doopvont (eind 16e eeuw) en een classicistische koorlezenaar (eind 18e eeuw) overgenomen.